# Ogilvie (planinski masiv)
Planine Ogilvie (engleski: Ogilvie Mountains) je planinski masiv na sjeverozapadu Kanade.

## Zemljopisne karakteristike
Planine Ogilvie prostiru se na površini od 50 098 km² sjeverno od kanadskog grada Dawsona u provinciji Yukon duž granice s Aljaskom.Geološki se Ogilvie da podijeliti na dva dijela, sjeverni i južni. Sjeverni se sastoji od sedimentnih stijena oblikovanih glacijacijom za posljednjeg ledenog doba. Južni dio u kom dominira Masiv Tombstone je potpuno različit, oblikovan je vulkanskim erupcijama, stijene su bazaltne, oštrije i puno tamnije.

## Najviši vrhovi
- MacDonald 2 758 m[1]
- Frank Rae 2 362 m[1]

## Vanjske poveznice
- Ogilvie Mountains, na kanadskoj enciklopediji planina (engl.)